# APILS
As APILS (ou ATILS) são Associações de Tradutores/Intérpretes/Guias-Intérpretes de Língua Brasileira de Sinais nos diversos estados do Brasil. Cada APIL é uma entidade brasileira sem fins lucrativos que visa promover a profissão do tradutor, intérprete e guia-intérprete de Língua de Sinais, bem como capacitar profissionais para o aperfeiçoamento da comunicação entre surdos e ouvintes. Algumas das APILS são filiadas a  FEBRAPILS (Federação Brasileira das Associações dos Profissionais Tradutores, Intérpretes e Guia-Intérpretes de Língua de Sinais) representando-as na WASLI (World Association Sign Language Interpreters).
Existem ao todo 32 APILS no Brasil (entre ativas e inativas, incluindo as exclusivas de profissionais e mistas):
- APILAM - AM
- ASTILAP - AP
- ASTILP - PA
- ASTILS - PA
- APILSPI - PI
- APTIGILSP - RO
- APPIS - RO
- ASSOTILS/RR - RR
- ASTILEAC - AC
- APILMA - MA
- APILCE - CE
- APILMSC - CE
- APILRN - RN
- APILSBA - BA
- ABATILS - BA
- APILDF - DF
- ATILSTO - TO
- APILGO - GO
- APILMT - MT
- APILMS - MS[2]
- APILES - ES
- AILES - SE
- APILSEMG - MG
- APILRJ - RJ
- AGITE - RJ
- APILSBESP - SP
- APTILS - PR
- ACATILS - SC
- AGILS - RS
- ASSIMD - MS
- APILFAS - MG
- AADEF - SP